# Хипсеј
Хипсеј је у грчкој митологији било име више личности.

## Етимологија
Име Хипсеј значи „високи“.

## Митологија
- Према Аполодору, Диодору, Хигину и Пиндару, био је краљ Лапита. Био је син речног бога Пенеја и нимфе најаде Креусе, а и сам је био ожењен најадом Хлиданипом,[1] са којом је имао кћерке Темисту, Астијагују и Кирену.[2]
- Према Овидијевим „Метаморфозама“, био је један од етиопских старешина. Био је умешан у сукоб Финеја и Персеја на Кефејевом двору. Убио је Протенора, а њега је убио Линкид.[2]
- Аполодор га је навео и као једног од бранитеља Тебе у рату седморице против Тебе, кога је убио Капанеј. Његов отац је био речни бог Асоп, а мајка Метопа.[2]